# Aenasius phenacocci
Aenasius phenacocci is een vliesvleugelig insect uit de familie Encyrtidae. De wetenschappelijke naam is voor het eerst geldig gepubliceerd in 1902 door Ashmead.